# Bernard Anício Caldeira Duarte

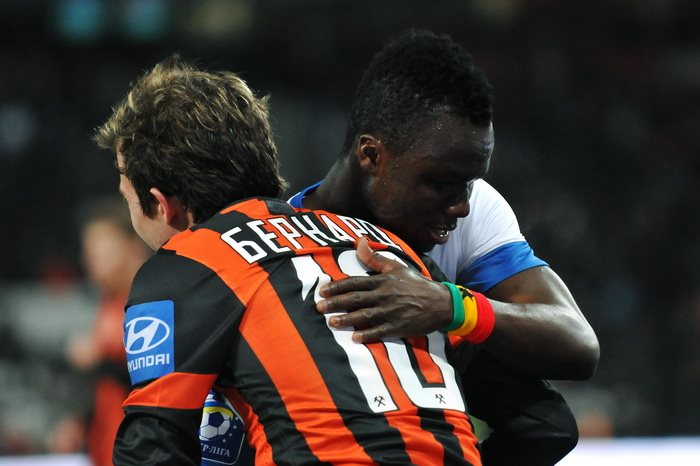
Bernard en el Shakhtar con Dominic Adiyiah en 2014.

Bernard Anicio Caldeira Duarte (Belo Horizonte, Brasil, 8 de septiembre de 1992), más conocido como Bernard, es un futbolista brasileño que juega como delantero en el Atlético Mineiro del Campeonato Brasileño de Serie A.
Sus principales logros fueron ganar la Copa Libertadores 2013 jugando en Atlético Mineiro y la Copa Confederaciones 2013 con la selección de fútbol de Brasil.

## Biografía
Bernard empezó en las categorías juveniles en el Comercial EC de Belo Horizonte. Llegando a las categorías inferiores del Atlético Mineiro en 2006.

## Selección nacional
Fue llamado para jugar con la selección de Brasil por primera vez el 11 de septiembre de 2012, en el Superclásico de las Américas, por el entrenador Mano Menezes. Hizo su debut el 21 de noviembre de 2012 frente a Argentina. En el año 2013 fue convocado nuevamente por la selección nacional de Brasil para disputar la Copa Confederaciones 2013 donde Brasil se llevó el títuto tras derrotar en la final a España por 3-0.
El 7 de mayo de 2014 Luiz Felipe Scolari lo incluyó en la lista final de 23 jugadores que representarían a Brasil en la Copa Mundial de Fútbol de 2014.

### Participaciones en Copas del Mundo
| Mundial           | Sede   | Resultado     | Partidos | Goles |
| ----------------- | ------ | ------------- | -------- | ----- |
| Copa Mundial 2014 | Brasil | Cuarto puesto | 3        | 0     |

### Participaciones en Copas Confederaciones
| Mundial                   | Sede   | Resultado | Partidos | Goles |
| ------------------------- | ------ | --------- | -------- | ----- |
| Copa Confederaciones 2013 | Brasil | Campeón   | 2        | 0     |

## Estadísticas

### Clubes
Actualizado hasta su último partido disputado el 30 de mayo de 2025.
| Club                                   | Div.          | Temporada     | Liga  | Liga  | Liga   | Estatales | Estatales | Estatales | Copas nacionales | Copas nacionales | Copas nacionales | Torneos internacionales | Torneos internacionales | Torneos internacionales | Total | Total | Total  |
| Club                                   | Div.          | Temporada     | Part. | Goles | Asist. | Part.     | Goles     | Asist.    | Part.            | Goles            | Asist.           | Part.                   | Goles                   | Asist.                  | Part. | Goles | Asist. |
| -------------------------------------- | ------------- | ------------- | ----- | ----- | ------ | --------- | --------- | --------- | ---------------- | ---------------- | ---------------- | ----------------------- | ----------------------- | ----------------------- | ----- | ----- | ------ |
| Atlético Mineiro · Brasil              | 1.ª           | 2011          | 23    | 0     | 4      | 4         | 0         | 1         | 1                | 0                | 0                | —                       | —                       | —                       | 28    | 0     | 5      |
| Atlético Mineiro · Brasil              | 1.ª           | 2012          | 36    | 11    | 12     | 9         | 4         | 0         | 2                | 0                | 0                | —                       | —                       | —                       | 47    | 15    | 12     |
| Atlético Mineiro · Brasil              | 1.ª           | 2013          | 3     | 1     | 1      | 11        | 2         | 0         | —                | —                | —                | 11                      | 4                       | 2                       | 25    | 7     | 3      |
| F. K. Shakhtar Donetsk · Ucrania       | 1.ª           | 2013-14       | 18    | 2     | 7      | —         | —         | —         | 3                | 1                | 0                | 8                       | 0                       | 0                       | 29    | 3     | 7      |
| F. K. Shakhtar Donetsk · Ucrania       | 1.ª           | 2014-15       | 14    | 0     | 5      | —         | —         | —         | 4                | 2                | 1                | 5                       | 0                       | 2                       | 23    | 2     | 8      |
| F. K. Shakhtar Donetsk · Ucrania       | 1.ª           | 2015-16       | 21    | 2     | 5      | —         | —         | —         | 5                | 4                | 2                | 13                      | 0                       | 2                       | 39    | 6     | 9      |
| F. K. Shakhtar Donetsk · Ucrania       | 1.ª           | 2016-17       | 24    | 4     | 4      | —         | —         | —         | 4                | 0                | 0                | 9                       | 3                       | 3                       | 37    | 7     | 7      |
| F. K. Shakhtar Donetsk · Ucrania       | 1.ª           | 2017-18       | 19    | 6     | 4      | —         | —         | —         | 2                | 1                | 0                | 8                       | 3                       | 0                       | 29    | 10    | 4      |
| F. K. Shakhtar Donetsk · Ucrania       | Total club    | Total club    | 96    | 14    | 25     | 0         | 0         | 0         | 18               | 8                | 3                | 43                      | 6                       | 7                       | 157   | 28    | 35     |
| Everton F. C. Inglaterra               | 1.ª           | 2018-19       | 34    | 1     | 4      | —         | —         | —         | 2                | 1                | 0                | —                       | —                       | —                       | 36    | 2     | 4      |
| Everton F. C. Inglaterra               | 1.ª           | 2019-20       | 27    | 3     | 2      | —         | —         | —         | 3                | 0                | 0                | —                       | —                       | —                       | 30    | 3     | 2      |
| Everton F. C. Inglaterra               | 1.ª           | 2020-21       | 12    | 1     | 0      | —         | —         | —         | 6                | 2                | 1                | —                       | —                       | —                       | 18    | 3     | 1      |
| Everton F. C. Inglaterra               | Total club    | Total club    | 73    | 5     | 6      | 0         | 0         | 0         | 11               | 3                | 1                | 0                       | 0                       | 0                       | 84    | 8     | 7      |
| Sharjah F. C. · Emiratos Árabes Unidos | 1.ª           | 2021-22       | 23    | 4     | 4      | —         | —         | —         | 3                | 0                | 0                | 6                       | 3                       | 1                       | 32    | 7     | 5      |
| Sharjah F. C. · Emiratos Árabes Unidos | Total club    | Total club    | 23    | 4     | 4      | 0         | 0         | 0         | 3                | 0                | 0                | 6                       | 3                       | 1                       | 32    | 7     | 5      |
| Panathinaikos F. C. · Grecia           | 1.ª           | 2022-23       | 31    | 2     | 4      | —         | —         | —         | 4                | 0                | 1                | —                       | —                       | —                       | 35    | 2     | 5      |
| Panathinaikos F. C. · Grecia           | 1.ª           | 2023-24       | 31    | 10    | 9      | —         | —         | —         | 7                | 0                | 1                | 12                      | 1                       | 0                       | 50    | 11    | 10     |
| Panathinaikos F. C. · Grecia           | Total club    | Total club    | 62    | 12    | 13     | 0         | 0         | 0         | 11               | 0                | 2                | 12                      | 1                       | 0                       | 85    | 13    | 15     |
| Atlético Mineiro · Brasil              | 1.ª           | 2024          | 16    | 0     | 0      | —         | —         | —         | 5                | 0                | 0                | 5                       | 0                       | 0                       | 26    | 0     | 0      |
| Atlético Mineiro · Brasil              | 1.ª           | 2025          | 9     | 0     | 0      | 9         | 1         | 0         | 3                | 0                | 2                | 5                       | 1                       | 0                       | 26    | 2     | 2      |
| Atlético Mineiro · Brasil              | Total club    | Total club    | 87    | 12    | 17     | 33        | 7         | 1         | 11               | 0                | 2                | 21                      | 5                       | 2                       | 152   | 24    | 22     |
| Total carrera                          | Total carrera | Total carrera | 341   | 47    | 65     | 33        | 7         | 1         | 54               | 11               | 8                | 82                      | 15                      | 10                      | 510   | 80    | 84     |
| 1. 2. 3. 4.                            |               |               |       |       |        |           |           |           |                  |                  |                  |                         |                         |                         |       |       |        |

### Selección nacional
Actualizado de acuerdo al último partido jugado el 8 de julio de 2014.
| Selección         | Año               | Amistosos | Amistosos | Amistosos | Eliminatorias | Eliminatorias | Eliminatorias | Continental | Continental | Continental | Mundial | Mundial | Mundial | Total | Total | Total  |
| Selección         | Año               | Part.     | Goles     | Asist.    | Part.         | Goles         | Asist.        | Part.       | Goles       | Asist.      | Part.   | Goles   | Asist.  | Part. | Goles | Asist. |
| ----------------- | ----------------- | --------- | --------- | --------- | ------------- | ------------- | ------------- | ----------- | ----------- | ----------- | ------- | ------- | ------- | ----- | ----- | ------ |
| Absoluta · Brasil | 2012              | 1         | 0         | 0         | —             | —             | —             | —           | —           | —           | —       | —       | —       | 1     | 0     | 0      |
| Absoluta · Brasil | 2013              | 7         | 1         | 2         | —             | —             | —             | —           | —           | —           | 2       | 0       | 0       | 9     | 1     | 2      |
| Absoluta · Brasil | 2014              | 1         | 0         | 0         | —             | —             | —             | —           | —           | —           | 3       | 0       | 0       | 4     | 0     | 0      |
| Total selecciones | Total selecciones | 9         | 1         | 2         | 0             | 0             | 0             | 0           | 0           | 0           | 5       | 0       | 0       | 14    | 1     | 2      |
| 1. 2.             |                   |           |           |           |               |               |               |             |             |             |         |         |         |       |       |        |

## Palmarés

### Títulos regionales
| Título             | Equipo           | Sede         | Año  |
| ------------------ | ---------------- | ------------ | ---- |
| Campeonato Mineiro | Atlético Mineiro | Minas Gerais | 2012 |
| Campeonato Mineiro | Atlético Mineiro | Minas Gerais | 2013 |

### Títulos nacionales
| Título                  | Equipo                | Sede    | Año  |
| ----------------------- | --------------------- | ------- | ---- |
| Liga Premier de Ucrania | F. K. Shajtar Donetsk | Ucrania | 2014 |
| Supercopa de Ucrania    | F. K. Shajtar Donetsk | Ucrania | 2014 |
| Supercopa de Ucrania    | F. K. Shajtar Donetsk | Ucrania | 2015 |
| Copa de Ucrania         | F. K. Shajtar Donetsk | Ucrania | 2016 |
| Liga Premier de Ucrania | F. K. Shajtar Donetsk | Ucrania | 2017 |
| Copa de Ucrania         | F. K. Shajtar Donetsk | Ucrania | 2017 |
| Supercopa de Ucrania    | F. K. Shajtar Donetsk | Ucrania | 2017 |
| Liga Premier de Ucrania | F. K. Shajtar Donetsk | Ucrania | 2018 |
| Copa de Ucrania         | F. K. Shajtar Donetsk | Ucrania | 2018 |
| Copa de Grecia          | Panathinaikos F. C.   | Grecia  | 2024 |

### Títulos internacionales
| Título               | Equipo (*)       | Sede           | Año  |
| -------------------- | ---------------- | -------------- | ---- |
| Copa Libertadores    | Atlético Mineiro | Belo Horizonte | 2013 |
| Copa Confederaciones | Brasil           | Brasil         | 2013 |

(*) Incluyendo la selección.